# 出去一下
《出去一下》是每周一次的马来西亚政治播客节目，由两位马来西亚政治人物凯里·嘉马鲁丁和沙里尔韩丹主持。该节目于2023年3月1日推出试播集，并于2023年3月7日在YouTube和Spotify上正式推出第一集。《出去一下》被评为马来西亚最受欢迎的播客之一。该播客已在YouTube、Spotify 和Apple Podcasts等各种平台上播放，精彩片段已上传到其Instagram、 Facebook、 TikTok和Twitter主页上。
《出去一下》曾邀请多位马来西亚政治人物，包括莫哈末沙努西、阿米鲁丁沙利、阿兹敏阿里、旺朱乃迪、赛沙迪、马哈迪·莫哈末。

## 广播视频被删事件
2024年6月26日，主持人凯里·嘉马鲁丁在节目中谈及大马机场控股公司（MAHB）售股课题的两段影片遭TikTok以涉嫌违反社区准则为由下架。被删除的其中一段视频中，凯里批评了首相安华·依布拉欣担任财政部长和国库控股主席，在计划出售MAHB股份方面缺乏透明度。第二个被删除的片段中，凯里质疑全球基础设施合作伙伴（GIP）在管理机场方面的专业知识与MAHB的比较。凯里随后在Instagram分享被TikTok删除这些视频的行为。时任通讯与多媒体部长法米法兹否认有关删除行为是由该部及其下属部门委员会指示的，指出是TikTok根据其社区准则决定删除这些帖子。